# El medio pelo
El medio pelo es una telenovela mexicana producida por Carlos Bravo para Telesistema Mexicano, hoy Televisa. Está protagonizada por Magda Guzmán y Eric del Castillo. Sus transmisiones duraron de 1966 a 1967. 

## Argumento
El rico ranchero Guadalupe Marcial (Eric del Castillo), que despide en la estación de tren del pueblo a Teresa, su último amor no perdurable, ama a la viuda Paz (Magda Guzmán), empleada en la mercería de Crisanto, hermana del astrólogo y vago Abundio (Carlos Riquelme) y madre de la joven Aurora (Irma Lozano). El interesado Abundio dice a Lupe que los signos astrales favorecen su boda con Paz. Eso facilitaría los amores de Aurora y Cristóbal (Jorge Ortiz de Pinedo), hijo natural de Lupe y de la ahora prostituída Lulú. Llega al pueblo Sergio, joven médico lascivo e incompetente. Para poseer a Paz, Crisanto la acusa del robo de mil pesos en la mercería; ella sale del apuro con un préstamo de sus pupilas y envía a Cristóbal a estudiar a la capital para que no sea de "medio pelo", como lo es, según Paz, el ranchero. Paz se dice a sí misma de "terciopelo" y llama a los pobres "pelo" o "pelusa". El cacique González muere agusanado al operarle Sergio una verruga. En su entierro, el borracho Lupe besa a la fuerza a Paz y rapta a Sara, viuda del muerto. Dimas y Gestas, hermanos de Sara y guardaespaldas del cacique, provocan gran tiroteo en el cementerio, pero acceden finalmente a que la viuda se vaya con Lupe. Sergio debe huir del pueblo. En el día de muertos, unas calaveras revelan a Paz los amores de Aurora y Cristóbal, de vacaciones en el pueblo. Paz intenta encerrar a su hija en un cuarto para casarla con Sergio, pero ella huye. Lulú aconseja a Aurora que sea libre y se va con sus pupilas. Ante un aparente intento de suicidio de Aurora, Paz la deja casarse y la joven va con su marido Cristóbal a la capital, donde ambos llevan vida moderna y tienen un hijo. De visita la pareja en el pueblo, todos se reúnen en la hacienda de Lupe, que recibe al fin el sí de Paz, pero prefiere seguir feliz con la embarazada Sara. Paz debe optar por ir con su hija a la capital, donde Cristóbal dice no necesitarla, o a San Luis Potosí con Abundio, que al fin trabaja y que va a casarse con una vendedora de cocadas.

## Elenco
- Magda Guzmán como Paz.
- Eric del Castillo como Guadalupe Marcial.
- Andrea Palma como Chayo.
- Irma Lozano como Aurora.
- Carlos Riquelme como Abundio.
- Virginia Manzano como Romana.
- Rocío Garcel como Pina.
- Polo Ortín como Dr. López
- Luis Manuel Pelayo
- Bárbara Gil como Sara.
- Celia Manzano como Perpetua.
- Jorge Ortiz de Pinedo como Cristóbal.
- Delia Magaña como Reliquias.
- Pilar Sen
- Lola Tinoco como María Engracia.
- María Eugenia Ríos
- Pedro de Aguillón como Pepe.
- Jorge Beirue como Gestas.